# Ludwig von Korth
Martin Ludwig Wilhelm von Korth (* 18. November 1811 in Stargard in Pommern; † 4. August 1876 in Berlin) war ein preußischer Generalleutnant.

## Leben

### Herkunft
Ludwig war der Sohn des preußischen Oberst und Kommandeur des 21. Infanterie-Regiments Martin von Korth (1782–1838) und dessen Ehefrau Dorothea, geborene Hacke.

### Militärkarriere
Nach dem Besuch des Gymnasiums in Stettin trat Korth am 11. September 1826 als Fahnenjunker in das 2. Infanterie-Regiment der Preußischen Armee ein und avancierte bis Mitte August 1829 zum Sekondeleutnant. Er wurde am 22. Februar 1831 in das 34. Infanterie-Regiment versetzt und absolvierte 1833/36 die Allgemeine Kriegsschule. Am 7. April 1842 wurde er als Adjutant zur Kommandantur der Festung Mainz kommandiert, stieg Ende Juli 1842 zum Premierleutnant auf und wurde am 3. Oktober 1844 Adjutant des Gouvernements Mainz. In dieser Stellung wurde er am 27. März 1847 zum Hauptmann befördert und versah ab dem 15. September 1849 als Kompaniechef wieder Dienst in seinem Regiment. Am 9. Mai 1854 wurde er als Major zum Kommandeur des II. Bataillons im 21. Landwehr-Regiment ernannt. Daran schloss sich am 21. Juni 1856 eine Verwendung als Kommandeur des Füsilier-Bataillons im 21. Infanterie-Regiment an. In gleicher Eigenschaft folgte am 14. April 1857 seine Versetzung in das Kaiser Franz Garde-Grenadier-Regiment. Am 17. Februar 1859 kam Korth als Kommandeur des II. Bataillons im 2. Garde-Landwehr-Regiment nach Magdeburg. Er wurde am 31. Mai 1859 zum Oberstleutnant befördert. Bei der Mobilmachung anlässlich des Sardinischen Krieges wurde er am 14. Juni 1859 Kommandeur des mobilen 2. Garde-Landwehr-Regiment. Am 8. Mai 1860 beauftragte man ihn mit der Führung des 2. kombinierten Garde-Infanterie-Regiments, aus dem zum 1. Juli 1860 das 4. Garde-Regiment zu Fuß hervorging. Korth wurde erster Kommandeur dieses Verbandes, am 18. Oktober 1861 zum Oberst befördert und am 18. Januar 1863 mit dem Roten Adlerorden III. Klasse mit Schleife ausgezeichnet.
Während des Krieges gegen Dänemark wurde er 1864 beim Sturm auf die Düppeler Schanzen verwundet. Für sein Wirken während des Krieges erhielt er neben den Schwertern zum Roten Adlerorden den Orden Pour le Mérite und von den Verbündeten Österreichern den Orden der Eisernen Krone II. Klasse mit Kriegsdekoration. Korth kam am 21. November 1864 unter Stellung à la suite seines Regiments als Kommandeur der 2. kombinierten Infanterie-Brigade in den Elbherzogtümer. Am 18. Juni 1865 zum Generalmajor befördert, kam er am 30. Oktober 1865 als Kommandeur in die 35. Infanterie-Brigade. Nach Auflösung der kombinierten Infanteriedivision in den Elbherzogtümern am 4. Januar 1866 bleibt er unmittelbar mit seiner Brigade dem Gouverneur von Schleswig unterstellt und erhielt gerichtsherrliches Bestätigungsrecht sowie die Disziplinarstafgewalt eines Divisionskommandeurs.
Während des Deutschen Krieges nahm Korth 1866 bei der Mainarmee an den Gefechten bei Üttingen und Roßbrunn teil. Am 20. August 1866 erhielt er den Kronen-Orden II. Klasse mit Schwertern. Unter Verleihung des Charakters als Generalleutnant wurde er am 11. April 1866 mit Pension zur Disposition gestellt. Für die Dauer der Mobilmachung anlässlich des Krieges gegen Frankreich wurde Korth 1870/71 wiederverwendet und mit dem Kommando über die immobilen Garde-Infanterie betraut. Er erhielt am 27. Juni 1871 den Stern mit Eichenlaub und Schwertern zum Kronen-Orden II. Klasse und am 18. Oktober 1871 den Orden der Heiligen Anna I. Klasse. Er starb am 4. August 1876 in Berlin.